# 9282 Lucylim
9282 Lucylim è un asteroide della fascia principale. Scoperto nel 1981, presenta un'orbita caratterizzata da un semiasse maggiore pari a 2,1722230 UA e da un'eccentricità di 0,1770208, inclinata di 3,98155° rispetto all'eclittica.